# Hydatidentorsion

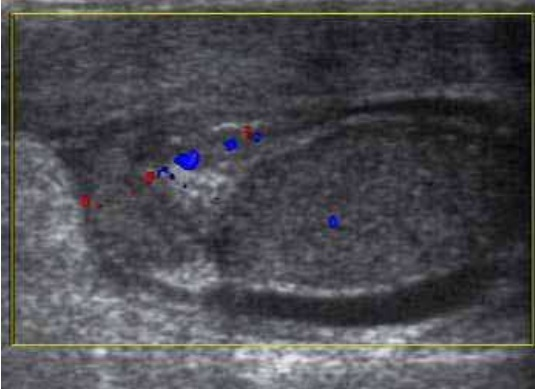
Hydatidentorsion in der Sonographie: Echoreiche Läsion mit umgebender Vaskularität in der Furche zwischen Hoden und Nebenhoden.

Die Hydatidentorsion ist eine Stieldrehung, Verdrehung einer Morgagni-Hydatide um die eigene Längsachse mit Abschnürung der Blutgefäße und Ischämie bis zur Nekrose und dem klinischen Bild eines Akuten Skrotums. Die Bezeichnung wird als Sammelbegriff für verschiedene rudimentäre Anhangsgebilde an Hoden und Nebenhoden verwendet, meist handelt es sich um die Appendix testis Morgagni am oberen Hodenpol.

## Verbreitung und Ursache
Die Hydatidentorsion ist eine der häufigsten Ursachen eines Akuten Skrotums und die häufigste bei Kindern.
Die Erkrankung kann in jedem Lebensalter vorkommen, besonders bei Kleinkindern, bevorzugt zwischen dem 7. und dem 12. bzw. dem 4. bis 10. Lebensjahr.
Von den möglichen Anhangsgebilden (Appendix testis, Appendix epididymidis, Paradidymis oder eines Vas aberrans) verdrehen sich am häufigsten die Morgagni-Hydatiden am oberen Hodenpol, insbesondere, wenn der Gefäßstiel lang ist.

## Klinische Erscheinungen
Klinische Kriterien sind:
- plötzlich einsetzende Schmerzen in einem Hodenfach unterschiedlichen Ausmaßes von geringer bis zum Vollbild wie bei einer Hodentorsion
- anfangs kann am oberen Hodenpol ein schmerzempfindlicher Knoten getastet werden bei schmerzfreiem Hoden selbst
- die torquierte Hydatide kann äußerlich bläulich schimmernd sichtbar sein (Blue-dot-sign)
- im Verlauf entwickelt sich Rötung, Schwellung und eine Hydrocele testis
- keine Übelkeit und kein Erbrechen (wie bei einer Hodentorsion)
- keine Dysurie oder Pyurie (wie bei einer Epididymitis)[5]

## Diagnose
Sonografisch kann die Hydatide nachgewiesen werden.

## Differentialdiagnostik
Hauptsächlich abzugrenzen ist die Hodentorsion als Notfall. Dazu ist die Farbkodierte Doppler-Sonografie mit Messung des Resistance index (RI) Methode der Wahl.
An der methodischen Zuverlässigkeit des Ausschlusses existieren Zweifel.
Weitere Differentialdiagnosen sind:
- akute Epididymitis
- Purpura Schönlein-Henoch
- Hernien
- Orchitis

## Behandlung
Bei sicherer Diagnosestellung ist keine Operation notwendig. Konservative Maßnahmen wie Bettruhe, Kühlung, Antiphlogistika sind meist ausreichend.
Gehen die Beschwerden nicht innerhalb von 1–2 Tagen zurück, erfolgt bei Kindern und Jugendlichen die Abtragung der Hydatide.
Bleiben auch nur geringe Unsicherheiten beim Ausschluss der Hodentorsion oder sind die Beschwerden ausgeprägt, erfolgt die operative Abtragung.